# Pave Benedikt 15.
Pave Benedikt 15., verdsligt navn Giacomo della Chiesa (21. november 1854 i Genova – 22. januar 1922). Var pave fra 3. september 1914 til den 22. januar 1922. Hans pontifikat stod i skyggen af 1. Verdenskrig og dens politiske, sociale og humanitære konsekvenser i Europa.
Pavernes skrædderfirma, Gammarelli, har forretning lige over for kirken S. Maria sopra Minerva i Rom. Hver gang et konklav træder sammen for at vælge en ny pave, fremstiller Gammarelli tre pavedragter i forskellige størrelse, så der med rimelig sikkerhed altid er en, der passer. Men Benedikt 15. var så lille, at den mindste af Gammarellis dragter var for stor. I største hast måtte en skrædder tilkaldes, og dragten blev lagt op, så Benedikt kunne gå udenfor og velsigne folkemængden på Peterspladsen. 

## Tidlige liv
Giacomo della Chiesa blev født i Pegli, en forstad til Genova i Italien, som tredje søn af marchese Giuseppe della Chiesa og marchesa Giovanna Migliorati.
Hans ønske om at blive præst blev i første omgang afvist af hans far, der mente, at sønnen skulle studerer jura. Den 2. august 1875 blev han dr. jur. i en alder af 21. Han havde studeret ved Universitet i Genova, som efter Italiens samling var hjemsted for anti-katolske og anti-gejstlige strømninger. Med en doktorgrad i jura bad han igen sin far om tilladelse til at studere til præst. Det fik han lov til. Faderen insisterede dog på, at hans søns teologiske studier skulle foregå i Rom, for at sikre, at han ikke endte som landsbypræst.
Della Chiesa begyndte sine studie ved Collegio Capranica i Rom og opholdt sig der i 1878, da Pave Pius IX døde og blev fulgt af Pave Leo XIII. Den nye pave modtog de studerende ved Capranica i privat audiens nogle få dage efter sin indsættelse. Den 21. december 1878 blev han ordineret som præst af kardinal Patrizi .
Fra 1878 til 1883 studerede han ved det pavelige Akademi Pontificia Accademia dei Nobili Ecclesiastici i Rom. Hver torsdag skulle de studerende forsvare et forskningsprojekt. Kardinaler og medlemmer af kurien var inviteret. Her opdagede kardinal Mariano Rampolla ham og fik ham ind i den diplomatiske tjeneste i Vatikanet i 1882 og fik ham ansat som sin sekretær. Han blev udsendt til Madrid. Da Rampolla blev udnævnt til udenrigsminister, efterfulgte Della Chiesa ham. I løbet af disse år var Della Chiesa med til at forhandle en løsning på en strid mellem Tyskland og Spanien om Caroline Øerne og nødhjælp til en kolera epidemi.

## Kardinal
Det var tradition for, at ærkebiskoppen af Bologna blev kardinal og i Bologna forventedes det, at Della Chiesa ville blive udnævnt til kardinal, da alle de tidligere biskopper enten havde været kardinaler ved deres udnævnelse, eller var blevet udnævnt kort efter.
Pius X fulgte ikke denne tradition og lod Della Chiesa vente i næsten syv år. Nogle mistænkte Pius X eller nogen tæt på ham for ikke at ønske, at Kardinal Rampolla skulle få allierede i kardinalskollegiet. Den 13. december 1913 døde kardinal Rampolla, og den 25. Maj 1914 blev Della Chiesa kardinal. Nu forsøgte han at vende tilbage til Bologna, men der udbrød en socialistisk, anti-monarkistisk og anti-katolsk opstand, som lammede landet med en generalstrejke. I Bologna lykkedes det borgerne og den katolske kirke at undertrykke disse tendenser. Ved lokalvalget i Italien vandt Socialisterne stort.
I takt med at 1. Verdenskrig nærmede sig rejste spørgsmålet sig om, hvilken alliance Italien skulle indgå i. Officielt var de allierede med Tyskland og Østrig-Ungarn. Della Chiesa opfordrede til neutralitet og gjorde det klart, at det var kirkens pligt at fremme fred og lindre lidelsen i Europa.

## Regeringsperiode
Det pavelige konklave begyndte sidst i august 1914. Den 3. september 1914 blev Della
Chiesa efter bare tre måneder som kardinal valgt til Pave og tog navnet Benedikt 15.
På grund af det uafklarede spørgsmål om Roms status, fulgte han sine to forgængeres eksempel og trådte ikke ud på balkonen på Peterskirken for at give urbi et orbi-velsignelsen til folkemængden. Benedict 15. blev den 6. september 1914 kronet i det Sixtinske Kapel og ligeledes i protest mod det uafklarede romerske-spørgsmål, var der hverken ceremoni eller formel procession til Lateranet.
Benedict 15.s pontifikat var domineret af 1. verdenskrig, som han kaldte "Europas Selvmord", og turbulensen efter krigen. Benedicts første encyclica var en opfordring til våbenhvile og fred. Opfordringen til våbenhvile kom i forbindelse med julen 1914, men blev ignoreret af krigens parter.

## Internationale forhold

### Litauen og Estland
Relationen mellem Rusland og Paven efter 1. verdenskrig ændrede sig drastisk af to årsager:
- De baltiske lande og Polen opnåede uafhængighed fra Rusland efter 1. Verdenskrig, og det muliggjorde et relativt frit kirkeligt liv i forhold til det ortodokse Russiske Kejserrige. Estland var det første land, som forsøgte at knytte bånd til Vatikanet. Den 11. april 1919informerede Pietro Gasparri de estiske myndigheder om, at Vatikanet ville indgå diplomatiske forbindelse med landet. Et konkordat blev underskrevet den 30. maj 1922. I det blev den katolske kirke garanteret en række frihedsrettigheder: retten til at oprette katolske skoler og seminarier, og ejendomsret til kirken og immunitet. Præster fritaget fra militærtjeneste,
- Relationen med det katolske Litauen var en smule mere kompliceret på grund af den polske besættelse af Vilnius, som Litauen gjorde krav på som hovedstad.

## Eftertiden
Pave Benedikt 16. viste sin beundring for Benedikt 15. ved at vælge navnet Benedikt, da han blev valg til pave den 19. april 2005. Det er en udbredt opfattelse, at en pave vælger navn efter en forgænger, hvis lære og arv, han ønsker at fortsætte. Ratzingers valg af "Benedikt" blev set som et tegn på hans holdning mod relativisme og modernisme.